# Hotel Treetops
El Hotel Treetops (en inglés: Treetops Hotel) es un hotel en el Parque Nacional de Aberdare en Kenia, cerca de la localidad de Nyeri, 1.966 m (6.450 pies) sobre el nivel del mar en la cordillera Aberdare a la vista del monte Kenia. Inaugurado en 1932 por Eric Sherbrooke Walker, que fue construido, literalmente, en las copas de los árboles del Parque Nacional Aberdare como una casa del árbol, ofreciendo a los huéspedes una vista cercana de la fauna local con total seguridad. La idea era ofrecer una experiencia (caza plataforma de Caza en un árbol durante shikar en la India) con relativa seguridad y comodidad. Es popular por ser probablemente el lugar exacto en donde la Princesa Isabel, duquesa de Edimburgo se convirtió en la Reina Isabel II